# Gre-No-Li

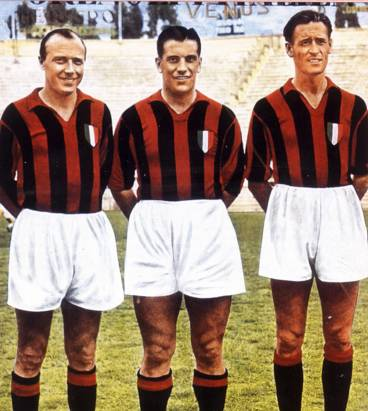
Gre-No-Li i AC Milan på 1950-talet.

Gre-No-Li var en trio i det italienska fotbollslaget AC Milan bestående av de svenska fotbollsspelarna Gunnar Gren, Gunnar Nordahl och Nils Liedholm. De spelade som innertrio tillsammans 1949–1953. Sedan lämnade Gren klubben för ett annat italienskt lag – ACF Fiorentina. Gunnar Nordahl blev kvar till 1956, medan Nils Liedholm kom att spela för AC Milan under resten av sin aktiva spelarkarriär.
Benämningen myntades av en italiensk sportjournalist efter svenskarnas första match tillsammans i Milan (11 september 1949).
De tre forwardsspelarna ledde Sveriges herrlandslag i fotboll till OS-guld 1948 i London. Kort därefter blev Nordahl professionell spelare i Milan. Till säsongen därpå, 1949/1950, anslöt Gren och Liedholm till klubben och Milan lyckades då göra 118 mål på 38 matcher. Gre-No-Li:s största prestation på klubbnivå följde säsongen därpå när Milan vann scudetton, det italienska mästerskapet i fotboll. Liedholm och Nordahl vann åter titeln 1955, och Liedholm vann titeln för Milan 1957 och 1959. Gunnar Nordahls karriär i Italien var lyckosam genom att han vann skytteligan i fem av sex Serie A-säsonger, under perioden 1949 till 1955. Han är alltjämt (maj 2017) den tredje bästa målskytten genom alla tider i ligan efter Silvio Piola och Francesco Totti.

## Målstatistik
Källa: 
| Säsong    | Gren | Nordahl | Liedholm | Totalt | %1   |
| --------- | ---- | ------- | -------- | ------ | ---- |
| 1949–1950 | 18   | 35      | 18       | 71     | 60,2 |
| 1950–1951 | 9    | 34      | 13       | 55     | 52,3 |
| 1951–1952 | 7    | 26      | 9        | 42     | 48,3 |
| 1952–1953 | 4    | 26      | 6        | 36     | 56,3 |
|           | 38   | 121     | 46       | 205    |      |

1 = Hur många procent av Milans totala ligamål som Gre-No-Li gjorde för respektive säsong.